# Fres
Fres (grec Φρές) és un municipi a l'interior de l'illa grega de Creta, a la prefectura de Khanià. Té 1.122 habitants (cens del 2001) i una àrea de 5.381 hectàrees.